# Kietzer See
Der Kietzer See ist ein 206 Hektar umfassender Flachsee in dem brandenburgischen Ort Altfriedland im Landkreis Märkisch-Oderland. Den Namen trägt er nach einem slawischen Kietz aus der Zeit der Deutschen Ostsiedlung. Das Landesamt für Umwelt Brandenburg kategorisiert den maximal einen Meter tiefen See als „Fischteich“.
Der Teich liegt am Südrand des Oderbruchs am Nordostausgang der glazialen Buckower Rinne (auch: Löcknitz-Stobber-Rinne), die die Hochflächen Barnim und Lebuser Land trennt. Zwischen dem Kietzer See und dem westlich benachbarten Klostersee hat sich eine schmale Landzunge herausgebildet, auf der der Stobber die beiden Seen passiert und auf der sich zwischen den Seeufern Altfriedland (ursprünglich Friedland) erstreckt. Seine heutige Ausprägung erhielt der See in den 1960er Jahren, als das weitgehend verlandete Gewässer durch Eindeichung und Anstauung des Stobber vergrößert und in die Teichwirtschaften der Altfriedländer Teiche umgeformt wurde. Das neu geschaffene und landschaftsprägende Wasserland führte zu einer besonderen Ausbildung der Avifauna, die seit der Ausweisung der Altfriedländer Teiche als Europäisches Vogelschutzgebiet (SPA) bewahrt wird.

## Geomorphologie und Hydrologie
Der Kietzer See liegt nordöstlich von Buckow in der nordöstlichen Ecke des Naturparks Märkische Schweiz. Am Südufer führt die Bundesstraße 167 vorbei, die Bad Freienwalde über Neuhardenberg mit Lebus verbindet.

### Buckower Rinne und Oderbruch
| Kietzer See (Barnim)                                                       |
| Löcknitz-Stöbber-Rinne mit dem Kietzer See am Nordostausgang zum Oderbruch |

Das Gewässer befindet sich am Nordostausgang der Buckower Rinne (auch: Löcknitz-Stobber-Rinne), einer glazialen Schmelzwasserrinne, die sich in den letzten beiden Phasen der Weichsel-Eiszeit zwischen dem von Toteis gefüllten Oderbruch und dem Berliner Urstromtal (heutiges Spreetal) herausgebildet hat und die Barnimplatte von der Lebuser Platte trennt. Diese rund 30 Kilometer lange und zwei bis sechs Kilometer breite Rinne entwässert vom Niedermoor- und Quellgebiet Rotes Luch über Stobberbach/Löcknitz nach Südwesten zur Spree und über den Stobber nach Nordosten zur Oder. Unmittelbar über dem Nordufer des Kietzer Sees vereinigt sich der Stobber (früher Stobberow) mit dem Quappendorfer Kanal zum Friedländer Strom.
Am Rande des Oderbruchs hat sich zwischen dem Kietzer See und dem westlich benachbarten Klostersee eine schmale Landzunge geformt, auf der der Stobber die beiden Seen passiert und auf der sich zwischen den Seeufern Altfriedland (ursprünglich Friedland) erstreckt. Die Oder durchfloss das Binnendelta des Oderbruchs ursprünglich in Mäandern, die sich mehrfach von Ost nach West verlagerten. Die letzte große Laufverlagerung fand wahrscheinlich im 13. Jahrhundert statt. Im Anschluss bildeten sich im Niederen Bruch mehrere Nebenarme und flache, weiträumige Seen heraus, darunter der Kietzer See. 1751, unmittelbar vor der Melioration des Oderbruchs, soll die Fläche des Kietzer Sees 154 Hektar betragen haben. Während Seen wie der Faule See (bei Wriezen, 92 ha im Jahr 1751) oder der Große See (zwischen Bliesdorf, Alttrebbin und Altwriezen, 293 ha) nach der Trockenlegung des Bruchs noch im 18. Jahrhundert verschwanden, blieb der Kietzer See erhalten, verlandete aber stark. 1938 wies das Verlandungsmoor bis zu neun Meter mächtige Schlammablagerungen auf und konnte aufgrund seiner geringen Tiefe nicht mehr befischt werden.

### Überformung in den 1960er Jahren

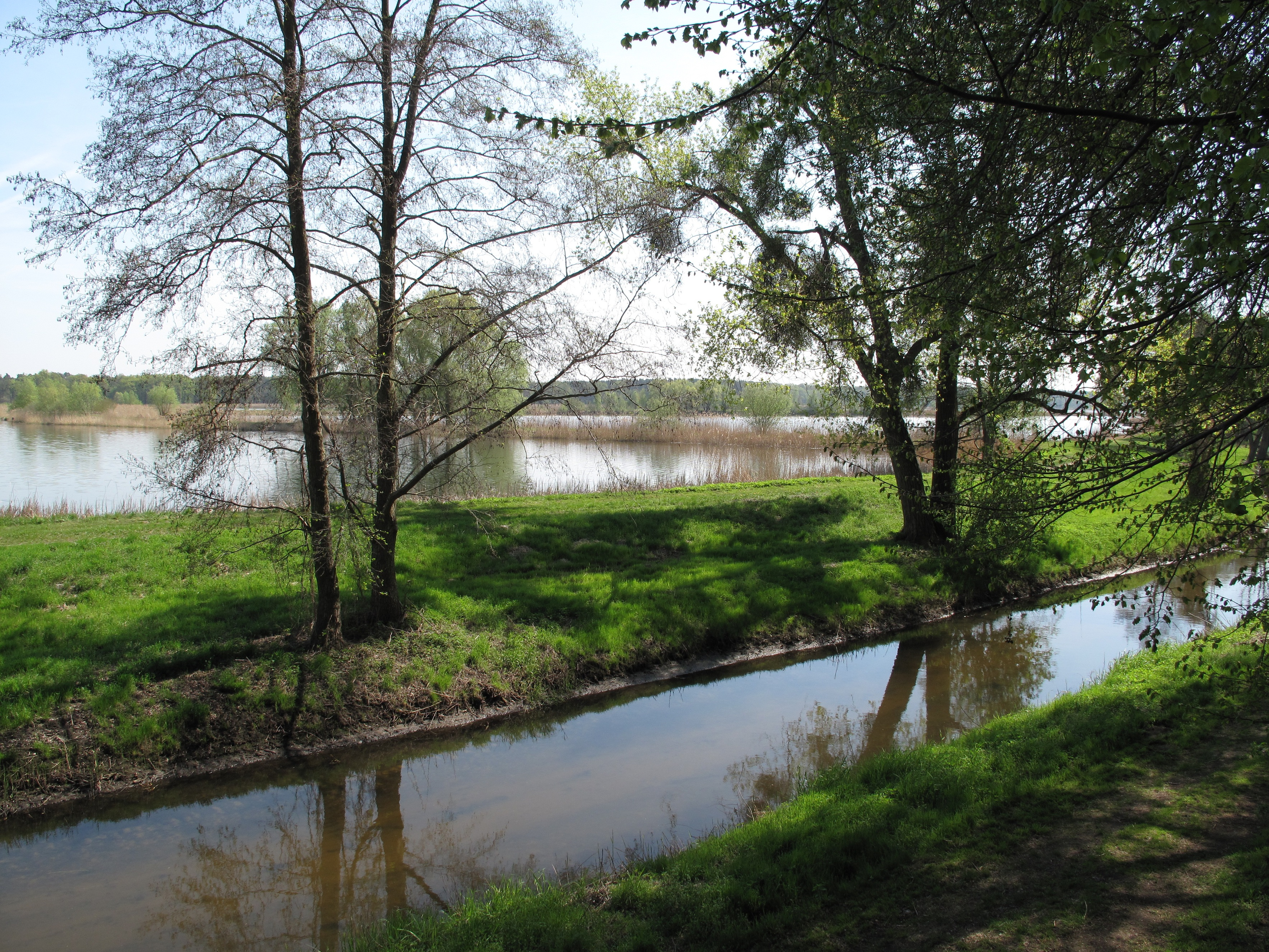
Kietzer See mit dem kanalisierten Stobber

Seine heutige Ausprägung erhielt der Kietzer See in den 1960er/1970er Jahren. Zwischen 1965 und 1972 wurden seine Verlandungsgebiete durch Eindeichung und Anstauung des Stobber in Teichanlagen zur Karpfenzucht umgewandelt. Dabei wurden inklusive der südwestlich vorgelagerten sieben Karlsdorfer Teiche neunzehn flache Teiche mit insgesamt 280 Hektar Teichnutzfläche eingerichtet. Allerdings blieb die Parzellierung unvollendet, sodass der größte künstliche Teich Brandenburgs mit einer Fläche von rund 200 Hektar verblieb. Dieser Teich überdeckt das Niedermoorgebiet des Kietzer Sees und das ursprüngliche Mündungsgebiet des Stöbber zur Alten Oder. Während der Stobber in Teilen seines Oberlaufs und insbesondere im Mittellauf durch das Naturschutzgebiet Stobbertal weitgehend als naturnahes Fließ erhalten ist, wurde er im Zuge des Seeumbaus in kanalisierter Form dicht am West- und Ostufer um den Teich, der weiterhin als Kietzer See, teils auch als Altfriedländer Teich 13 bezeichnet wird, herumgezogen. Sämtliche Gewässer, die sogenannten Altfriedländer Teiche, werden nach Bedarf vom Stobber gespeist.
Die überformten Verlandungsgebiete bestanden aus ausgedehnten versumpften Wiesen und Waldteilen des Nonnenwinkels – Baumstümpfe, die über die Wasseroberfläche des Kietzer See hinausragen, zeugen noch heute von der ehemaligen Bewaldung. Die Nonnenwinkel-Caveln (Caveln = durch Gräben unterteilte Wiesenflächen) nordöstlich des Sees waren bereits bei Mittelwasser der Oder überschwemmt worden und für eine Beweidung unbrauchbar. Der Umbau der Landschaft und die fischereiwirtschaftliche Nutzung der Teiche führte zu einem grundlegenden Wandel in der Avifauna und zur Bildung von Sekundärlebensräumen.

## Hydrographie und Limnologie
Das Landesamt für Umwelt Brandenburg kategorisiert den maximal einen Meter tiefen See (Wasserkörper-Nr. 8000169621989) im Steckbrief nach der EG-Wasserrahmenrichtlinie (EG-WRRL) als „Fischteich“. Nach einer Bestandsaufnahme im Jahr 2004 gibt der Steckbrief eine Fläche von 206 und ein Einzugsgebiet von 422 Hektar an. Die maximale Tiefe liegt bei einem Meter, die größte Länge des von Süd nach Nord gestreckten Gewässers bei 3020 und die größte Breite bei 1115 Metern. Der LAWA-Trophieindex, der vier Trophie-Parameter (TP während der Frühjahrsvollzirkulation sowie die Vegetationsmittel von Chlorophyll a, Sichttiefe und TP) in unterschiedlicher Gewichtung in einer Zahl zusammenfasst, wurde nicht erhoben. Erhoben wurde lediglich der chemische Zustand, der auf einer fünfstufigen Skala mit zwei (= Umweltziel 'guter Zustand' der WRRL wird erreicht) bewertet wird. Daraus wird – unter Fehlen aller übrigen Parameter – ein Gesamtzustand von gleichfalls zwei abgeleitet.
Bei der Überwachung der Umweltradioaktivität auf der Basis des Integrierten Mess- und Informationssystems (IMIS) ließ das Landesamt für Verbraucherschutz und Landwirtschaft (LVL) 2001/2002 auch im Kietzer See Proben entnehmen. Dabei lagen die Werte für 137Cs unter der Nachweisgrenze und auch die Caesiumaufnahme durch Fische lag sowohl bei Fried- wie auch bei Raubfischen unter dieser Grenze. Im Sediment ergab sich allerdings mit 70 Bq/kg TM ein im Vergleich zu anderen brandenburgischen Gewässern hoher Wert.

## Ökologie, Flora und Fauna
Brüteten vor der Überformung auf den versumpften Wiesen um den Kietzer See unter anderem Wiesenweihen, Bekassinen und Schlagschwirlen, bildeten sich in den Sekundärräumen Refugien für zahlreiche neue Tier- und Pflanzenarten.

### Umgebung und Teichwirtschaft

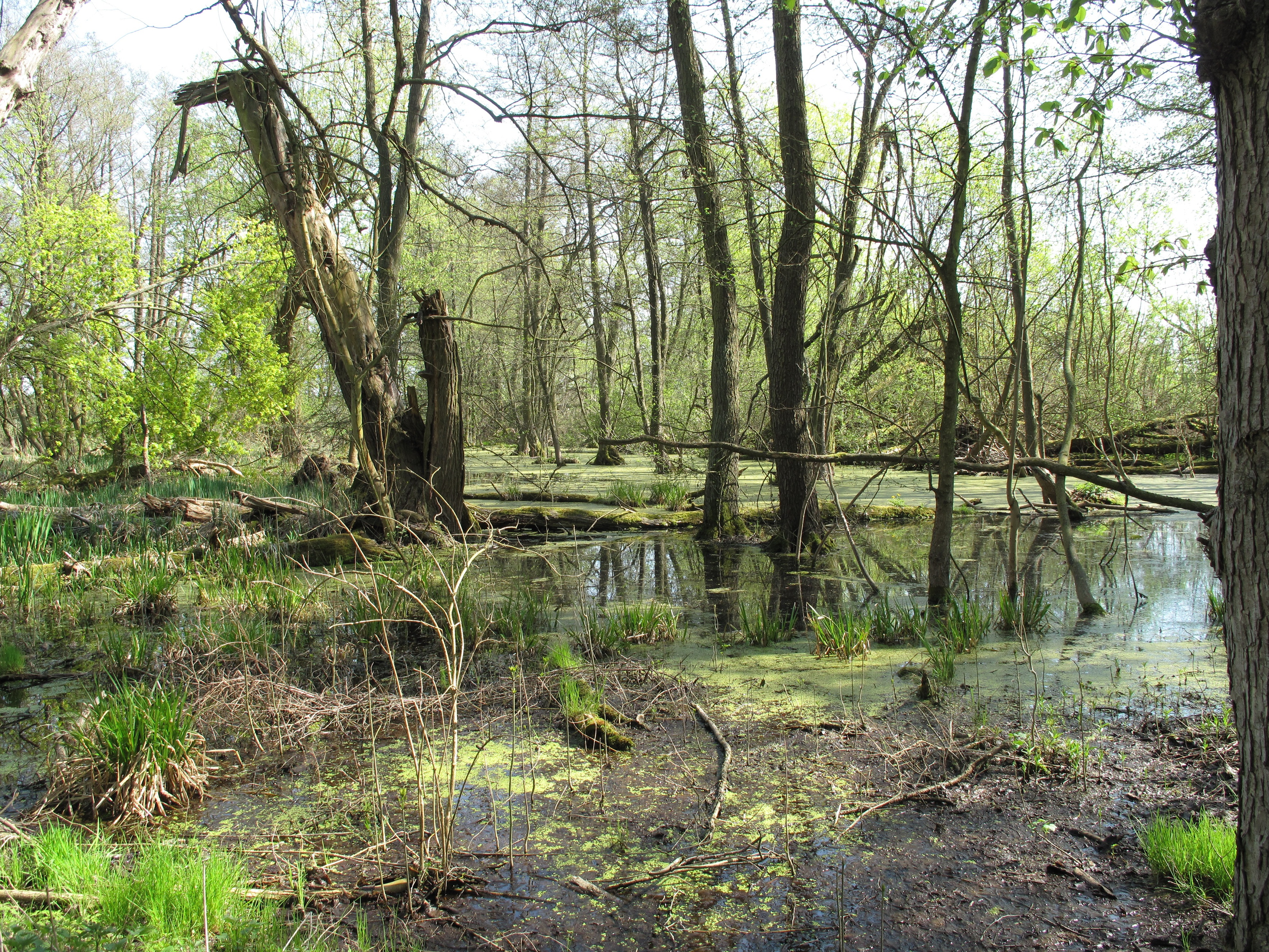
Rest des Niedermoorgebiets westlich des Sees

Die bewirtschafteten Fischteiche liegen hauptsächlich am langgestreckten West- und schmalen Südufer des Kietzer Sees. Die restlichen Ufer der freien großen Seefläche besitzen einen gut ausgeprägten Röhrichtgürtel. Den südlichen Teil des Westufers nehmen die Siedlungsflächen Altfriedlands ein, seinen nördlichen Teil und das Nordufer bestimmen hinter dem dicht am See fließenden Stöbber noch erhaltene Sumpfgebiete, die teilweise von einem Waldsaum am Ufer begleitet sind. Das Ostufer prägen weitgehend die Wälder des Nonnenwinkels, dessen Benennung (wie die Benennung der ehemaligen Nonnen-Caveln) auf die Zisterzienserinnen des Klosters Friedland zurückgeht.
Neben der Berufsfischerei der ansässigen Fischereibetriebe steht der Kietzer See beziehungsweise der Altfriedländer Teich 13 für das Angeln inklusive Nachtangeln zur Verfügung; das Bootsangeln ist nicht erlaubt. Die Teiche haben einen Mischbesatz mit Forelle, Karpfen, Stör, Aal, Hecht, Wels, Graskarpfen, Marmorkarpfen, Barsch und Zander. Die Fischzucht in der „Zuleiter-Teichwirtschaft“ erfolgt mittels Getreidezufütterung. Das Produktionsniveau wird mit 1–1,5 t/ha angegeben. Die Seen sind Lebensraum für den nach der Roten Liste in Brandenburg vom Aussterben bedrohten Fischotter. Allerdings ist der an das Wasserleben angepasste Marder, der zu den besten Schwimmern unter den Landraubtieren zählt, wie auch der Vogel des Jahres 2010, der Kormoran, als vermeintlicher Nahrungskonkurrent des Menschen bei den Fischereibetrieben nicht gerne gesehen. Zum Ausgleich der Schäden durch diese Tiere hat die Fischerei Altfriedland, die 278 Hektar bewirtschaftet, den Angel-Tourismus zum zweiten Standbein ihres Betriebes entwickelt.

### Europäisches Vogelschutzgebiet (SPA)

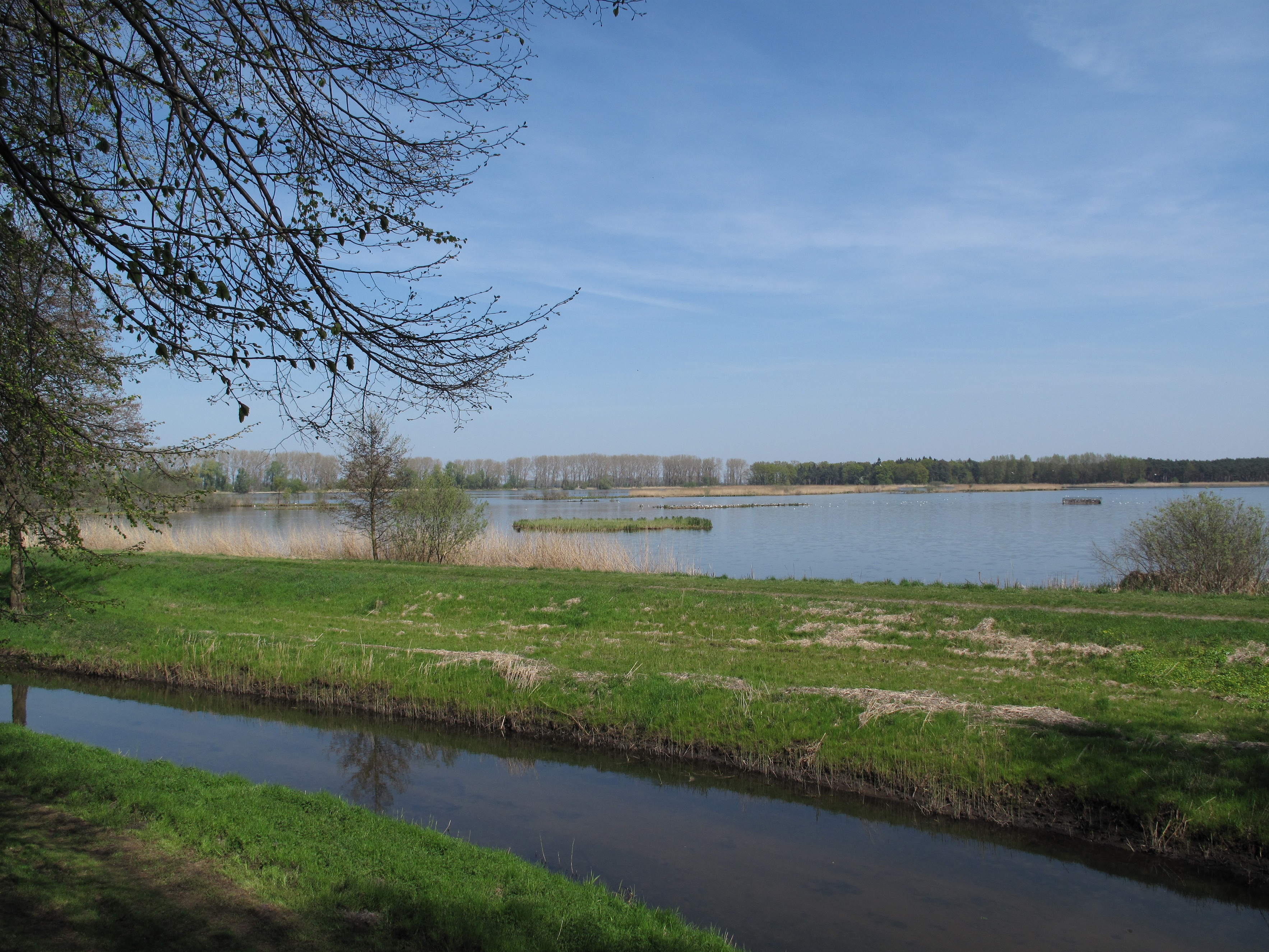
Natürliche und künstliche Inseln im See, im Vordergrund der Stobber

Das Europäische Vogelschutzgebiet Altfriedländer Teich- und Seengebiet (auch: Europäisches Vogelschutzgebiet Altfriedländer Teiche, Europäisches Vogelschutzgebiet Kietzer See) ist ein Teilbereich des Europäischen Vogelschutzgebietes (SPA) Märkische Schweiz. Der nach der EU-Richtlinie zur Erhaltung der wildlebenden Vogelarten geschützte Teilbereich umfasst auf rund 700 Hektar den Klostersee, einige kleinere Seen südwestlich des Klostersees und als zentralen Bestandteil den Kietzer See mit seiner Teichlandschaft. Das Gebiet ist das bedeutendste Wasservogelbrut-, Rast- und Durchzugsgebiet des Naturparks Märkische Schweiz. Zur Avifauna zählen bestandsbedrohte Vogelarten wie Eisvogel, See- und Fischadler oder Schwarzstorch und im Herbst sehr seltene, rastende Limikolenarten. Die Kolonie der Fluss-Seeschwalbe gehört zu den wichtigsten der stark gefährdeten Art in Brandenburg. Im Herbst bilden die Seen Rastplätze für bis zu 30.000 durchziehende Waldsaat- und Blässgänse.
Die Bestimmungen der EU-Vogelschutzrichtlinie werden in enger Kooperation zwischen der Naturparkverwaltung und den Fischern, Fischereibetrieben und sonstigen Flächennutzern umgesetzt; die fischereiwirtschaftliche Nutzung der Gewässer wird einverträglich mit dem Naturschutz betrieben. Zur Sicherung der vorhandenen Artenvielfalt und einer Verbesserung der Habitatbedingungen bestandsgefährdeter und überregional bedeutsamer Vogelarten wurden verschiedene Projekte begonnen oder bereits umgesetzt. Dazu gehört als Nisthilfe eine alljährliche Mahd im Winter bei Eis auf einigen der natürlichen schwimmenden Schilfinseln des Kietzer Sees, die dann als Brutplätze für Lachmöwen, Fluss-Seeschwalben und weitere Arten dienen. Zudem wurden aus den Mitteln des Vertragsnaturschutzes der Naturparkverwaltung beziehungsweise der Landesanstalt für Großschutzgebiete zwei künstliche Brutinseln finanziert. Dafür wurden ausgediente Pontons, die die Fischer zur Verfügung stellten, mit Kies, Grasflies und Unterschlupfmöglichkeiten präpariert.

## Geschichte
Zu 17 Prozent befindet sich der Kietzer See, bezogen auf eine Fläche von 202 Hektar, in der Verfügung der BVVG Bodenverwertungs- und -verwaltungs GmbH, einer Nachfolgeeinrichtung der Treuhandanstalt und Tochter der Bundesanstalt für vereinigungsbedingte Sonderaufgaben (BvS).

### Slawischer Kietz und Nonnenkloster
Bereits zur slawischen Zeit bestand in Altfriedland eine Fischersiedlung. Der Name Kietzer See und die Altfriedländer Straße Kietz verweisen auf eine slawische Siedlung, da der Begriff Kietz im ursprünglichen Wortsinn eine slawische Dienstsiedlung in der Germania Slavica bezeichnet, die in der Regel in der Nähe einer Burg (mit deutscher Herrschaft) lag und zumeist als Fischersiedlung angelegt war. Umstritten ist das Vorhandensein einer bisher nicht nachgewiesenen Burg; sie ist allerdings nicht zwingende Voraussetzung für die Anlage eines Kietzes. Im Jahre 1375 wurde im Landbuch Karls IV. ausdrücklich die "Fischerei" (pescatura) erwähnt. Selbst 1776 wurden noch sieben Fischer genannt; 1801 letztmals nur noch ein Fischer.

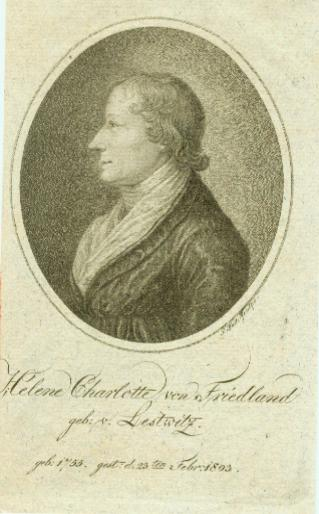
Helene Charlotte von Friedland

Im Zuge der Deutschen Ostsiedlung entstand um 1250 über dem Ostufer des Klostersees das Frauenkloster Friedland. Die Ecclesia sanctae Mariae semper virginis in Vredeland hatte für die askanischen Landesherren eine landsichernde beziehungsweise siedlungsabschließende Funktion. Das Nonnenkloster diente als Hauskloster des Barnim-Adels; vor allem die unverheirateten Töchter des märkischen Landadels fanden hier Aufnahme. Mit umfangreichem Landbesitz, darunter zehn Dörfer, zwanzig Einzelgüter und acht Seen, zählte die Abtei zu den wohlhabenden Klöstern der Mark. Auch der Kietzer See befand sich im Besitz der Zisterzienserinnen, die sehr wahrscheinlich spätestens vor rund 700 Jahren erste Fischteiche anlegten.

### Frau von Friedland und Wasserschulze
1603 vermerkte eine Wriezener Zollakte Friedland neben Bliesdorf und Ranft als bedeutendsten Lieferanten für den Wriezener Fischmarkt. 100 Wagen mit Hechten, Aalen, Krebsen und anderen Fischen seien hier jährlich eingetroffen. Bedeutenden Einfluss auf die Entwicklung der Fischereiwirtschaft hatte die als Frau von Friedland in die Geschichte eingegangene Gutsherrin Charlotte Helene von Lestwitz (1754–1803), die in Friedland wegen ihrer Tatkraft, ihres Organisations- und Erziehungstalents verehrt wurde. In den Wanderungen durch die Mark Brandenburg (Band Oderland) widmete ihr Theodor Fontane ein Kapitel und der Agrarreformer Albrecht Daniel Thaer schrieb voller Bewunderung:

„Wir haben gewiß vier Spann Pferde müde gefahren. So etwas von Aktivität ist mir noch nie vorgekommen. Sie hat über ein Dutzend Verwalter […] und dennoch kennt sie jeden kleinen Gartenfleck, jeden Baum, jedes Pferd, jede Kuh […]. Sie hat nicht nur mehrere große Branntweinbrennereien und Brauereien, sondern betreibt auch ein starkes Mühlengewerbe, weshalb sie sich förmlich in das Müllergewerk hat einschreiben lassen, so daß sie das Meisterrecht hat und Lehrburschen ein- und losschreiben kann.“

Im Jahr 1794 focht sie mit der Gemeinde Quilitz einen Rechtsstreit wegen der Fischereirechte auf dem Kietzer See aus. Ein im Brandenburgischen Landeshauptarchiv erhaltenes Dokument vermerkt dazu: Acta manualia in Sachen der Frau von Friedland gebohrenen von Lestwitz, wider die Gemeine zu Quilitz wegen unbefugter Fischereÿ und Rohrschneidens im Kietzer=See; item: Flachs u. Hanf Röthen und verübte Pfandkehrung. Rechtsstreitigkeiten schlichtete ansonsten der Wasserschulze, der an der Spitze der Kietzer Fischergemeinde stand und der noch bis in das 19. Jahrhundert hinein in allen Fischereiangelegenheiten das Sagen hatte. An diese Tradition erinnert der symbolische Auftritt eines Wasserschulzen, der den Einzug der Fischer in ihren historischen Kostümen beim alljährlichen Fischerfest in Altfriedland anführt.